# Championnats d'Afrique de boxe amateur 1972
Navigation
Édition précédente Édition suivante
La 5e édition des championnats d'Afrique de boxe amateur s'est déroulée à Nairobi, Kenya, du 28 février au 4 mars 1972. 

## Résultats

### Podiums
| Catégories                    | Or                   | Argent          | Bronze                                     |
| Poids mi-mouches (-48 kg)     | James Odwori         | Saad            | Gabriel Ogun Kituvi                        |
| Poids mouches (-51 kg)        | Mohamed Selim Soheim | Martins         | Ngai Laha Ratavi                           |
| Poids coqs (-54 kg)           | John Mwaura Nderu    | El-Fatah        | Joseph Destimo Mayaki Seydou               |
| Poids plumes (-57 kg)         | Samuel Mbugua        | Isako Mputu     | Joe Cofie Hwad Ibrahim Abdel Hamid Lumomba |
| Poids légers (-60 kg)         | Peter Odhiambo       | Adeyemi Abayomi | François Kalanga Bukasa Kukasa             |
| Poids super-légers (-63,5 kg) | Mohamed Muruli       | Obisia Nwakpa   | Odartey Lawson Mukendi Mukena              |
| Poids welters (-67 kg)        | Dick Tiger Murunga   | Mabengo         | Emma Ankudey Mirgaani Gomaa Rizgalla       |
| Poids super-welters (-71 kg)  | David Attan          | John Opio       | Mahmoud Manba                              |
| Poids moyens (-75 kg)         | Martin Akuba         | Peter Dula      | Prince Amartey Maghiore                    |
| Poids mi-lourds (-81 kg)      | Stephen Thega        | Matthias Ouma   | Mahmoud Aly Ahmed Oke                      |
| Poids lourds (+81 kg)         | Benson Masanda       | Fatai Ayinla    | Jean Bassomben Talaat El Dahshan           |

### Tableau des médailles
| Place | Pays              | Médaille d'or, Afrique | Médaille d'argent, Afrique | Médaille de bronze, Afrique | Total |
| ----- | ----------------- | ---------------------- | -------------------------- | --------------------------- | ----- |
| 1     | Ouganda           | 5                      | 2                          | 1                           | 8     |
| 2     | Kenya             | 5                      | 1                          | 0                           | 6     |
| 3     | Égypte            | 1                      | 1                          | 3                           | 5     |
| 4     | Nigeria           | 0                      | 4                          | 2                           | 6     |
| 5     | Zaïre             | 0                      | 1                          | 3                           | 4     |
| 6     | Cameroun          | 0                      | 1                          | 2                           | 3     |
| 6     | Soudan            | 0                      | 1                          | 2                           | 3     |
| 8     | Ghana             | 0                      | 0                          | 5                           | 5     |
| 9     | Madagascar        | 0                      | 0                          | 1                           | 1     |
| 9     | Niger             | 0                      | 0                          | 1                           | 1     |
| 9     | Tanzanie          | 0                      | 0                          | 1                           | 1     |
| 9     | Togo              | 0                      | 0                          | 1                           | 1     |
| Total | 12 pays médaillés | 11                     | 11                         | 22                          | 44    |